# Agrupación Independiente de Zizur Mayor
Agrupación Independiente de Zizur Mayor (AIZM), era un partido político de centro, que se presentaba en la localidad de Zizur Mayor en Navarra (España), que en su disolución sus miembros pasaron a CDN y UPN en 2003.

## Historia
Esta agrupación electoral, o partido político local, tuvo mucha relevancia no sólo en la política local de Zizur Mayor sino en la política navarra.
Fundado por políticos navarros en 1979, con la que se presentaron en varias ocasiones en el ayuntamiento de esta localidad, un ayuntamiento que hoy en día tiene gran relevancia en Navarra, al ser uno de los ayuntamientos con mayor poder adquisitivo de la Comunidad y la localidad que mayor renta per cápita de España, en un estudio de La Caixa.[cita requerida]
Luis Ibero consiguió en varias ocasiones la alcaldía zizurtarra (1979, 1987, 1991) hasta que Juan Cruz Alli fundara CDN en 1995 y se pasase a dicho partido; ya que en 1996, tras las elecciones al Parlamento navarro, sería asignado consejero de Transportes e Infraestructuras del Gobierno de Navarra.
En 1995 Luis María Iriarte se hizo con la presidencia del partido y se presentó en las elecciones locales de 1995, en las que AIZM volvió a ser el partido más votado, consiguiendo ser investido alcalde en 1995 y, de nuevo, en 1999.
En 2002 Iriarte tenía previsto que para las elecciones de 2003 abandonaría el partido local para afiliarse a UPN. Por un acuerdo entre todos los miembros del partido, en mayo de 2003 la agrupación AIZM se disolvió y sus miembros pasaron a los partidos CDN y UPN.
- Datos: Q5660124